# Volksbank Vorarlberg
Die Volksbank Vorarlberg e.Gen. ist eine österreichische Regionalbank mit Sitz in Rankweil. Das Institut beschäftigt rund 240 Mitarbeiter und betreibt (inkl. SB-Filialen) 16 Standorte. Das Filialnetz liegt vollständig in Vorarlberg.

## Geschichte
Die Volksbank Vorarlberg hat ihre Wurzeln in der 1888 gegründeten „Spar- und Vorschußkassa der Kollektivgenossenschaft Rankweil reg.Gen.mbH“. Die Eintragung ins Genossenschaftsregister wurde am 27. November 1888 durchgeführt. In den 1970er Jahren wurde nach einer Novellierung des damaligen Bankgesetzes (KWG) die Gründung von Filialen erleichtert. Filialeröffnungen erfolgten so etwa in Röthis (1974), Bregenz (1979) und Feldkirch (1979). In den Jahren 1976/77 wurde die Bankzentrale in Rankweil neu gebaut. Mit der Fusion von Volksbank Bludenz 1979 und Volksbank Dornbirn 1984 in die Volksbank Rankweil wurde diese zur einzigen Volksbank im Bundesland. Der Firmenwortlaut lautete dann einige Jahre „Erste Vorarlberger Volksbank“. Im Jahr 2018 feierte das Institut „130 Jahre Volksbank Vorarlberg“.

## Wirtschaftliche Daten

### Standorte
Die Volksbank Vorarlberg unterhält 16 Filialen (inkl. SB-Standorte), die sich alle im Bundesland Vorarlberg befinden. Die Bankzentrale hat ihren Sitz in der Gemeinde Rankweil (Bezirk Feldkirch).

### Bilanzdaten
Die Bilanzsumme für das Jahr 2022 lag bei rund 1,9 Milliarden Euro. Die Eigenmittelquote wurde mit über 19 % angegeben. An Mitarbeitern wurden 242 ausgewiesen. Die Bank steht als Genossenschaftsbank im Eigentum der über 18.000 Mitglieder.

### Tochtergesellschaften
An Tochtergesellschaften der Volksbank Vorarlberg e.Gen. gibt es:
- Volksbank Vorarlberg Leasing
- Volksbank Vorarlberg Immobilien

## Genossenschaftsbank
Die Volksbank-Genossenschaft
Die Volksbanken haben ihre Wurzel im Genossenschaftssystem nach Hermann Schulze-Delitzsch. Es gibt in Österreich einen gemeinsamen Marketing-Auftritt als Volksbanken-Verbund, ungeachtet dessen sind alle Genossenschaftsbanken rechtlich selbständig. Die Banken sind im Besitz ihrer Genossenschafter, die beim Beitritt einen entsprechenden Geschäftsanteil gezeichnet haben. Die grundsätzliche Gründungsidee der Genossenschaftsbewegung war der Gedanke von der Hilfe zur Selbsthilfe laut Schulze-Delitzsch: 

„Was du nicht allein vermagst, dazu verbinde dich mit anderen, die das gleiche wollen.“

Rechtliche Organe einer Volksbanken-Genossenschaft sind der (hauptberufliche) Vorstand, der Aufsichtsrat und die Generalversammlung, letztere ist die Versammlung der Genossenschaftsmitglieder und damit das oberste Willensbildungsgremium gemäß dem österreichischen Genossenschaftsgesetz.